# 87 Sylvia
Sylvia (desemnarea de planetă minoră: 87 Sylvia) este unul dintre cei mai mari asteroizi (aproximativ la egalitate pe locul 7, în limitele incertitudinilor de măsurare). Este corpul părinte al familiei Sylvia și membru al grupului Cybele situat dincolo de centura de asteroizi (vezi grupurile de planete minore). Sylvia a fost primul asteroid despre care se știe că posedă mai mult de un satelit.

## Descoperire și numire
Sylvia a fost descoperită de N. R. Pogson pe 16 mai 1866, din Madras (Chennai), India.  Antonio Paluzie-Borrell, scriind în The Names of the Minor Planets (1955) de Paul Herget, afirmă în mod eronat că numele o onorează pe Sylvie Petiaux-Hugo Flammarion, prima soție a astronomului Camille Flammarion. De fapt, în articolul care anunță descoperirea asteroidului, Pogson a explicat că a ales numele cu referire la Rhea Silvia, mama lui Romulus și Remus (MNRAS, 1866).

## Caracteristici fizice
Sylvia este foarte închisă la culoare și are probabil o compoziție primitivă, deși cu o oarecare diferențiere internă. Descoperirea satelițlor săi a făcut posibilă o măsurare precisă a masei, densității și distribuției masei asteroidului. Densitatea sa este scăzută (de aproximativ 1,4 ori densitatea apei), ceea ce indică faptul că asteroidul este poros; Modelele cele mai potrivite estimează că avea o compoziție originală în volum de 35% rocă, 13% gheață și 52% goluri interne și că astăzi constă dintr-un strat exterior anhidru pur și un interior diferențiat, cu apa de topire percolată în interior, astfel încât porozitatea rocii este umplută cu gheață pe o rază de aproximativ 46 km, apoi rocă poroasă fără gheață până la aproximativ 104 km.
Sylvia are o rotație destul de rapidă, se rotește în jurul axei sale la fiecare 5,2 ore, oferindu-i o viteză de rotație ecuatorială de aproximativ 65 m/s, aproape jumătate din viteza cosmică.
Forma Sylviei este turtită și alungită (a/b ≈ 1,45; a/c ≈ 1,84) și oarecum neregulată. Cu toate acestea, suprafața sa nu a fost fotografiată suficient de bine pentru ca caracteristici individuale să fie rezolvate.

## Sistem de sateliți

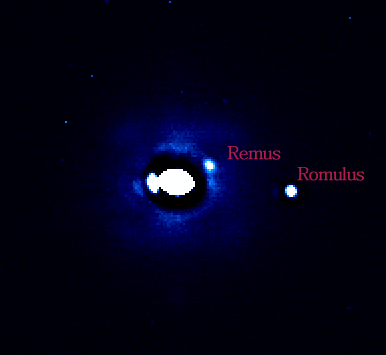
Observații cu optică adaptivă a lui (87) Sylvia, care arată cei doi sateliți ai săi, Remus și Romulus.

Sylvia are doi sateliți care îl orbitează. Au fost numiți (87) Sylvia I Romulus și (87) Sylvia II Remus, după Romulus și Remus, copiii mitologicei Rhea Silvia.
Romulus, primul satelit, a fost descoperit pe 18 februarie 2001, de la telescopul Keck II de Michael E. Brown și Jean-Luc Margot. Remus, al doilea satelit, a fost descoperit trei ani mai târziu, pe 9 august 2004, de Franck Marchis de la UC Berkeley și Pascal Descamps, Daniel Hestroffer și Jérôme Berthier de la Observatoire de Paris, Franța.
Proprietățile orbitale ale sateliților sunt enumerate în acest tabel. Planurile orbitale ale ambilor sateliți și planul ecuatorial al asteroidului primar sunt toate bine aliniate. Diametrele sunt estimări bazate pe presupunerea că sateliții au același albedo ca și corpul lor primar.
Proprietățile orbitale ale sateliților sunt enumerate în acest tabel. Planurile orbitale ale ambilor sateliți și planul ecuatorial al asteroidului primar sunt toate bine aliniate. Diametrele sunt estimări bazate pe presupunerea că sateliții au același albedo ca și corpul lor primar.
| Nume    | Masă [kg]      | Diametru [km] | Semi-axă mare [km] | Perioadă orbitală [zile] | Excentricitate     | Înclinație [°] |
| ------- | -------------- | ------------- | ------------------ | ------------------------ | ------------------ | -------------- |
| Remus   | (0,8±0,2)×1015 | 10+17 −6      | 694,2±0,1          | 1,3570±0,0003            | 0.005+0.010 −0.002 | 8,7±1,8        |
| Romulus | (1,4±0,4)×1015 | 15+10 −6      | 1340,6±0,4         | 3,64126±0,00002          | 0.000+0.003 −0.000 | 7,4±0,5        |